# Dinamina
La dinamina es una GTPasa responsable de la endocitosis en las células eucariotas. Las dinaminas están involucrados principalmente en la escisión de las vesículas recién formadas de la membrana de un compartimento celular, su orientación, y su fusión con otro compartimento, tanto en la superficie de la célula (en particular la internalización de caveolas), así como en el aparato de Golgi. Las dinaminas también desempeñan un papel importante en muchos procesos incluyendo, la división de orgánulos, citocinesis y resistencia a patógenos microbianos.
La dinamina es parte de la "superfamilia dinamina", que incluye dinaminas clásicas, proteínas tipo-dinamina, proteínas Mx, OPA, mitofusinas, y GBPs. La dinamina en sí es una enzima de 96 kDa, aislada por primera vez cuando los investigadores estaban intentando aislar los nuevos motores a basados en microtúbulos del cerebro bovino. La dinamina ha sido estudiada ampliamente en vesículas incipiente de la membrana celular recubiertas de clatrina.

## Función
Cuando una vesícula invagina la dinamina forma una espiral alrededor del cuello de la vesícula. Una vez que la espiral está en su lugar, se extiende longitudinalmente y constriñe a través de la hidrólisis de GTP a GDP. Este alargamiento y ajustamiento alrededor del cuello de la vesícula hace que se rompa y libere de la membrana.
La constricción es en parte el resultado de la actividad de torsión de la dinamina. Esta torsión es estrictamente dependiente de su actividad GTPasa. La dinamina es el único motor molecular conocido por tener una actividad de torsión. La dinamina es una hélice dextrógira, y tiene una actividad de torsión dextrógira que explica su constricción y la reducción de altura.
Estudios recientes indican que el bloqueo de la interacción entre la dinamina y la sindapina inhibe las comunicaciones de nervios, lo cual puede tener aplicaciones en el tratamiento de la epilepsia, la esquizofrenia y la pérdida de la memoria.

## Tipos
En mamíferos se han identificado tres genes diferentes de dinamina. 
- La dinamina II se expresa en la mayoría de tipos de células;
- la DNM1 dinamina I se  expresa en neuronas y células neuroendocrinas, y
- la dinamina III se expresa en testículos, pero también está presente en el corazón, el cerebro y el tejido pulmonar.[1][4]